# 金孝宗
金孝宗（?—?），新罗宗室，追封神興王，少名化達，新罗第56任国王敬順王金傅的父亲，新罗第46任国王文圣王金庆膺之玄孙。

## 生平
金孝宗娶憲康王之女桂娥夫人，出游时遇到孝女知恩，他多加资助，把知恩孝顺的名声一直传到中国唐朝。孝恭王六年（902年）三月，以大阿湌孝宗爲侍中。景哀王被后百济杀死后，甄萱立金孝宗的儿子金傅为敬順王。敬順王元年（927年）十一月, 追尊金孝宗爲神興大王，母爲王太后。

## 家族
- 高祖父：文聖王
- 曾祖父：上大等金安，追封弘毅大王
- 祖父：角干金敏恭，追封眷興大王
- 父亲：第三宰相舒發翰金仁慶（金實虹），追封懿興大王
- 夫人：桂娥夫人，憲康王之女
  - 儿子：敬順王金傅
  - 儿媳：竹房夫人
    - 孙子：麻衣太子
    - 孙子：金德摯，法号梵空

  - 儿媳：樂浪公主
    - 孙女：獻肅王后金氏，高丽景宗王伷夫人

  - 儿媳：夫人王氏